# Ligne 21 du tramway de Bâle
La ligne 21 du tramway de Bâle est une des treize lignes du tramway bâlois. Elle a ouvert le 9 mars 2009.

## Histoire
La première notion de ligne 21 apparaît en 2002. Pour les besoins du carnaval de Bâle, une ligne a été créée spécialement pour ledit événement pour relier Riehen à Birsfelden. Elle a été mentionnée de 2002 à 2005 compris.
- Du 18 février au 20 février 2002 : Riehen Grenze - Messeplatz - Dreirosenbrücke - Burgfelderplatz - Brausebad - Bahnhof SBB - Aeschenplatz - Birsfelden Hard.
- Du 10 mars au 12 mars 2003 : idem.
- Du 1er mars au 3 mars 2004 : idem.
- Du 14 février au 16 février 2005 : idem.

## Les arrêts de la ligne 21 du tramway
La ligne traverse la ville du nord-ouest au nord-est et relie les arrêts St. Johann Bahnhof, au nord-ouest dans le quartier de St.-Jean, et Badischer Bahnhof, au nord-est dans le quartier de Hirzbrunnen
|  |   |  | Stations          | Lat/Long                        | Communes desservies | Correspondances         |
|  | - |  | ----------------- | ------------------------------- | ------------------- | ----------------------- |
|  | ■ |  | Bahnhof St.Johann | 47° 34′ 13,5″ N, 7° 34′ 22,6″ E | Bâle                | 1 S1 - TER Alsace       |
|  | • |  | Voltaplatz        | 47° 34′ 15,2″ N, 7° 34′ 34,8″ E | Bâle                | 1 11                    |
|  | • |  | Novartis Campus   | 47° 34′ 14,7″ N, 7° 34′ 52,8″ E | Bâle                | 1                       |
|  | • |  | Dreirosenbrücke   | 47° 34′ 14,5″ N, 7° 35′ 22,2″ E | Bâle                | 1 8 14 17               |
|  | • |  | Brombacherstrasse | 47° 34′ 14,5″ N, 7° 35′ 40,6″ E | Bâle                | 14                      |
|  | • |  | Musical Theater   | 47° 34′ 08,5″ N, 7° 35′ 51,3″ E | Bâle                | 14                      |
|  | • |  | Riehenring        | 47° 33′ 59,7″ N, 7° 35′ 51,5″ E | Bâle                | 14                      |
|  | • |  | Messeplatz        | 47° 33′ 49,8″ N, 7° 36′ 03,8″ E | Bâle                | 1 2 6 14 15             |
|  | • |  | Gewerbeschule     | 47° 33′ 52,8″ N, 7° 36′ 11,9″ E | Bâle                | 1 2 6                   |
|  | ■ |  | Badischer Bahnhof | 47° 33′ 58,6″ N, 7° 36′ 27,2″ E | Bâle                | 1 2 6 S6 grandes lignes |